# Chiffrement
Ne doit pas être confondu avec Chiffrage.

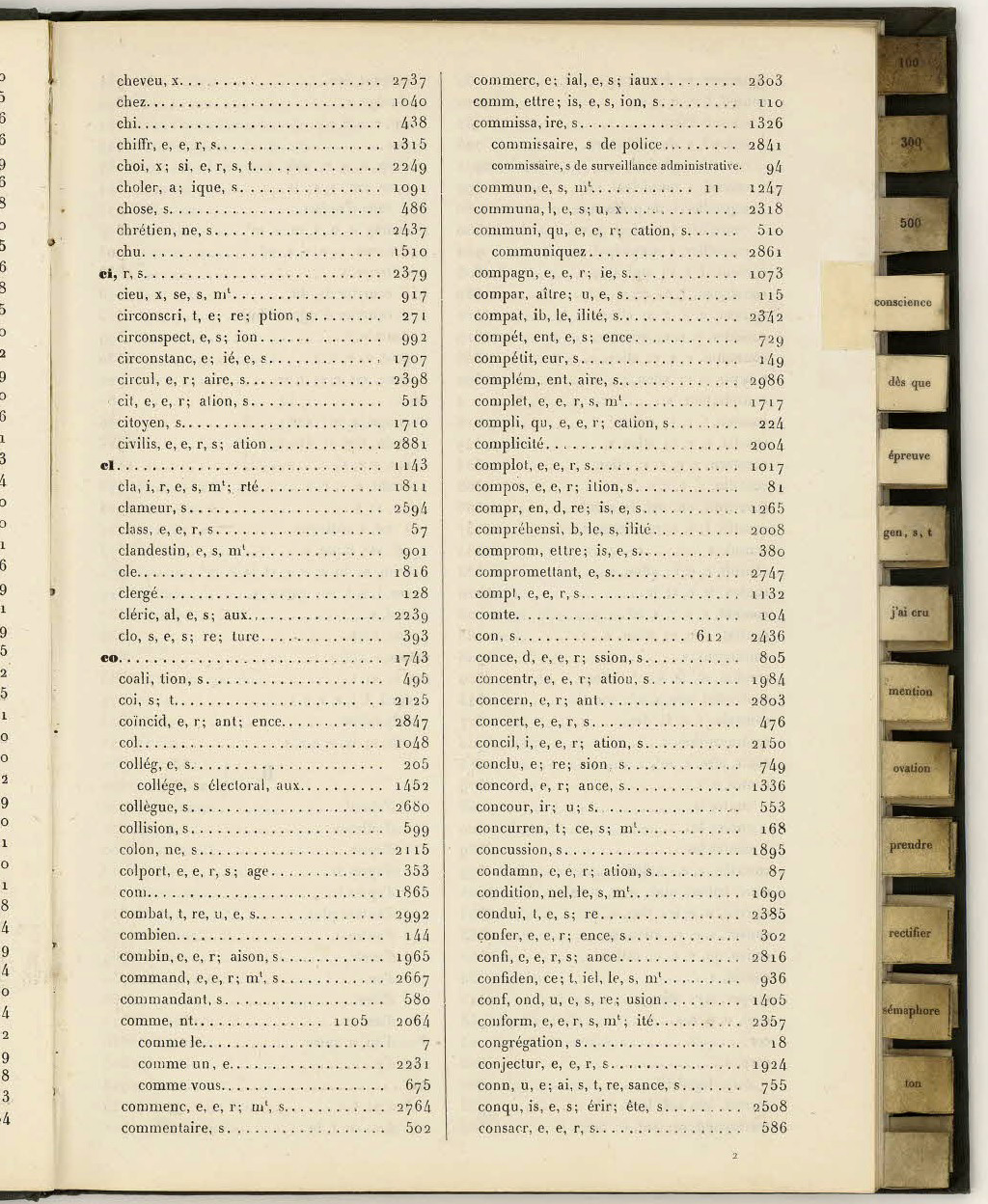
Table de chiffrement de la guerre franco–prussienne de 1870, évoquant une série de mots classés par ordre alphabétique. Archives nationales de France.

Le chiffrement (ou cryptage,,) est un procédé de cryptographie grâce auquel on souhaite rendre la compréhension d'un document impossible à toute personne qui n'a pas la clé de chiffrement. Ce principe est généralement lié au principe d'accès conditionnel.
Bien que le chiffrement puisse rendre secret le sens d'un document, d'autres techniques cryptographiques sont nécessaires pour communiquer de façon sûre. Pour vérifier l'intégrité ou l'authenticité d'un document, on utilise respectivement un code d'authentification de message ou une signature numérique. On peut aussi prendre en considération l'analyse de trafic dont la communication peut faire l'objet, puisque les motifs provenant de la présence de communications peuvent faire l'objet d'une reconnaissance de motifs. Pour rendre secrète la présence de communications, on utilise la stéganographie. La sécurité d'un système de chiffrement doit reposer sur le secret de la clé de chiffrement et non sur celui de l'algorithme. Le principe de Kerckhoffs suppose en effet que l'ennemi (ou la personne qui veut déchiffrer le message codé) connaisse l'algorithme utilisé.

## Terminologie
Le terme « chiffrement » est utilisé depuis le XVIIe siècle dans le sens de « chiffrer un message ». L'opération inverse, qui suppose que l'on connaisse la clé, est donc le « déchiffrement ». Le terme « décryptage » est réservé à l'action de casser (décoder) un message chiffré sans connaître la clé.
Le terme « cryptage » et ses dérivés viennent du grec ancien κρυπτός / kruptós, « caché, secret ».
Le référentiel général de sécurité de l'agence française ANSSI qualifie d'incorrects « cryptage » et « chiffrage », car la terminologie de cryptage reviendrait à coder un fichier sans en connaître la clé et donc sans pouvoir le décoder ensuite,.
L'Académie française reconnaît le terme « crypter », mais préconise de l'éviter. Dans le cadre de la télévision à péage, on parle quasi exclusivement de chaînes « cryptées », ce que l'Académie française résume ainsi : « on chiffre les messages et on crypte les chaînes ».
Les géopolitologues Alix Desforges et Enguerrand Déterville recommandent l'utilisation du terme « chiffrement » et présentent « cryptage » comme un anglicisme formé sur « encryption ».
Toutefois, selon le Grand dictionnaire terminologique de l'Office québécois de la langue française, « La tendance actuelle favorise les termes construits avec crypt-. Plusieurs ouvrages terminologiques récents privilégient cryptage au lieu de chiffrement, terme utilisé depuis longtemps pour désigner cette notion ».

## Historique
Le chiffrement est utilisé depuis plusieurs millénaires pour transmettre secrètement des messages militaires et pour protéger des informations personnelles ou commerciales. Le premier texte chiffré connu est une tablette d'argile datant du XVIe siècle av. J.-C.. Dès le IVe siècle av. J.-C., divers procédés étaient déjà répertoriés dans la Poliorcétique d'Énée le Tacticien.

## Système symétrique ou asymétrique
Un système de chiffrement est dit :

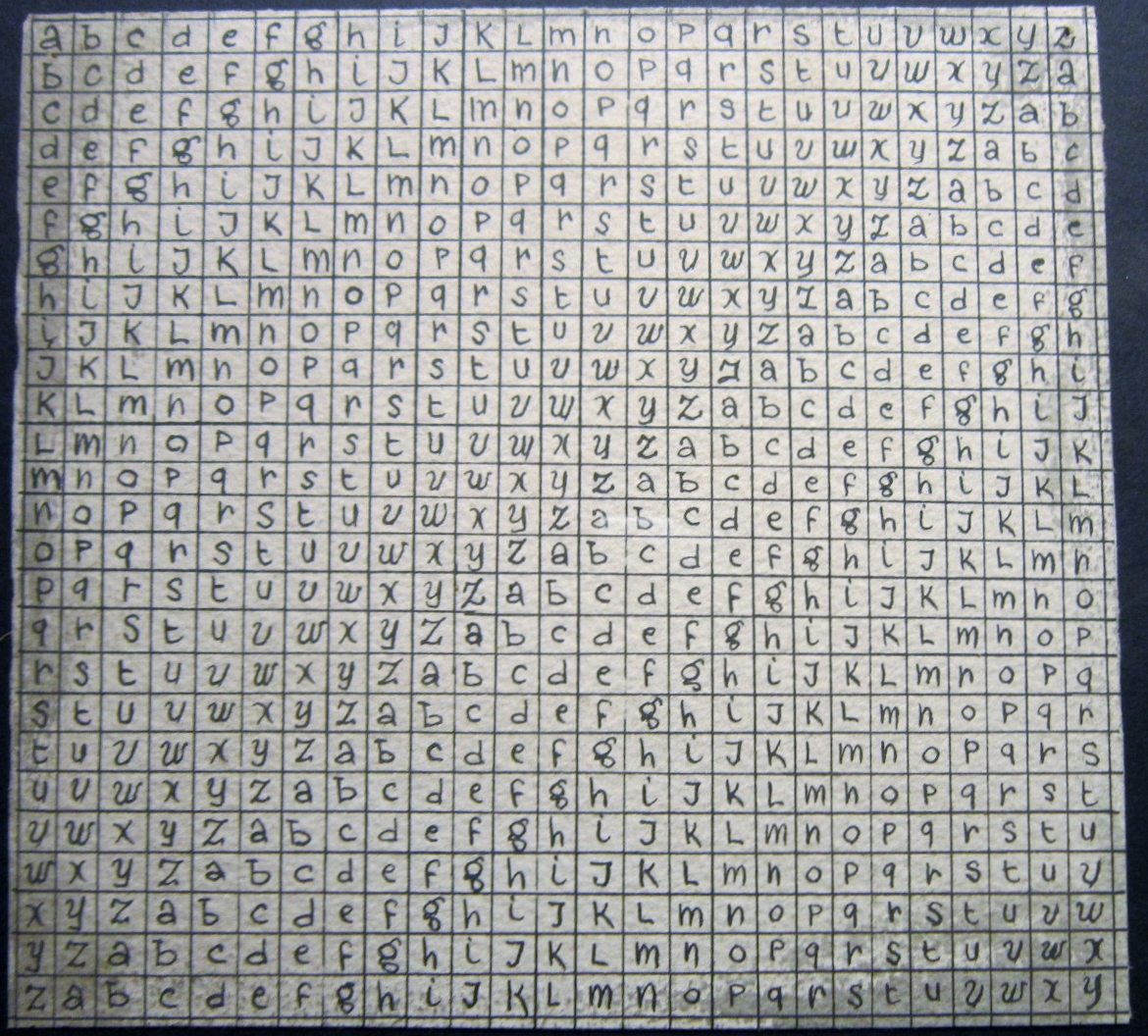
Chiffre utilisé par Louis de Frotté, chef chouan, pour décoder des messages. Ce chiffre, inspiré du chiffre de Vigenère, fut décodé par les Républicains, raison pour laquelle il a été conservé (Musée de la Chouannerie, Plouharnel).

- à chiffrement symétrique quand il utilise la même clé pour chiffrer et déchiffrer ;
- à chiffrement asymétrique quand il utilise des clés différentes : une paire composée d'une clé publique, servant au chiffrement, et d'une clé privée, servant à déchiffrer. Le point fondamental soutenant cette décomposition publique/privée est l'impossibilité calculatoire de déduire la clé privée de la clé publique.

Les méthodes les plus connues sont le DES, le Triple DES et l'AES pour le chiffrement symétrique, et le RSA pour le chiffrement asymétrique, aussi appelé chiffrement à clé publique.
L'utilisation d'un système symétrique ou asymétrique dépend des tâches à accomplir. La cryptographie asymétrique présente deux intérêts majeurs : elle supprime le problème de transmission sécurisée de la clé, et elle permet la signature électronique. Elle ne remplace cependant pas les systèmes symétriques, car ses temps de calcul sont nettement plus longs et la cryptographie asymétrique est par sa nature même plus vulnérable[réf. nécessaire].
Une solution hybride consiste à créer une clé de session aléatoire, invisible à l'utilisateur final, chiffrer de façon symétrique le document à protéger avec cette clé de session, puis à chiffrer cette clef de session avec la clef publique du destinataire avant de la détruire et enfin d'envoyer dans un seul fichier le document chiffré symétriquement et la clé de session chiffrée avec la clé publique. Il reste alors au destinataire à calculer la clé de session grâce à sa clef privée afin de l'utiliser pour déchiffrer le document original. Une clé de session étant nettement plus petite (256 bits, soit 32 octets) qu'un document pouvant atteindre plusieurs dizaines de mégaoctets, elle a les avantages de la rapidité et la robustesse d'un bon algorithme de chiffrement symétrique conjugués aux avantages du chiffrement asymétrique.

## Différence entre chiffrement et codage
Les opérations de chiffrement et de codage font partie de la théorie de l'information et de la théorie des codes. La différence essentielle réside dans la volonté de protéger les informations et d'empêcher des tierces personnes d'accéder aux données dans le cas du chiffrement. Le codage consiste à transformer de l'information (des données) vers un ensemble de mots. Chacun de ces mots est constitué de symboles. La compression est un codage : on transforme les données vers un ensemble de mots adéquats destinés à réduire la taille, mais il n'y a pas de volonté de dissimuler (bien que cela se fasse implicitement en rendant plus difficile d'accès le contenu).
Le « code » dans le sens cryptographique du terme travaille au niveau de la sémantique (les mots ou les phrases). Par exemple, un code pourra remplacer le mot « avion » par un numéro. Le chiffrement travaille sur des composantes plus élémentaires du message, les lettres ou les bits, sans s'intéresser à la signification du contenu. Un code nécessite une table de conversion, aussi appelée « dictionnaire » (codebook en anglais). Ceci étant, « code » et « chiffrement » sont souvent employés de manière synonyme malgré cette différence.
L'exemple de codage le plus connu est le Code Morse international. Le Morse a été mis au point afin de permettre la transmission d'un texte en impulsions de type tout-ou-rien sans aucun équipement spécialisé, mis à part une clef de Morse et en étant facilement décodable à l'oreille humaine par un télégraphiste spécialement formé à cet effet. La transmission en tout-ou-rien simplifie grandement les équipements utilisés pour la transmission (en filaire, signaux lumineux ou hertziens) tout en augmentant significativement la facilité de décodage dans des conditions de signal faible (rapport signal/bruit faible). L'alphabet Morse étant du domaine public et encore enseigné aujourd'hui, particulièrement dans la communauté radioamateur, il ne peut donc pas servir à cacher un message d'un adversaire. Son usage est lié principalement à ses qualités propres en transmission. On parle donc ici d'un codage dans le sens le plus pur du terme.
On peut aussi considérer que le chiffrement doit résister à un adversaire « intelligent » qui peut attaquer de plusieurs manières alors que le codage est destiné à une transmission sur un canal qui peut être potentiellement bruité. Ce bruit est un phénomène aléatoire qui n'a pas d'« intelligence » intrinsèque mais peut toutefois être décrit mathématiquement.

## Aspects juridiques

### Aux États-Unis
Au cours des décennies 1980 et 1990, les États-Unis ont connu une vive polémique sur l'utilisation et l'exportation des solutions de chiffrement, connue sous le nom de Crypto Wars. Elle opposait les pouvoirs publics au secteur privé et à des associations de défense des libertés civiles. Le chiffrement a d'abord relevé de la catégorie juridique des armes et munitions soumises à autorisation pour l'utilisation et l'exportation, au nom de la lutte contre le crime et le terrorisme.
Cette régulation s'est assouplie en deux temps. Le 15 novembre 1996, Bill Clinton limite par décret la rigueur du régime de déclaration aux pouvoirs publics pour l'utilisation et l'exportation des solutions de chiffrement, qui est ensuite pratiquement aboli le 10 janvier 2000 à l'initiative d'Al Gore, sauf à destination de certains États considérés comme soutenant le terrorisme, comme Cuba, l'Iran ou la Corée du Nord.
Le débat sur le chiffrement aux États-Unis est relancé en mars 2020 par la proposition de loi EARN IT.

### En Europe

#### En Allemagne
Fin mai 2019, le ministre de l'Intérieur Horst Seehofer (CDU) remet en cause le principe du chiffrement de bout en bout mis en œuvre par les services de communication « tels que WhatsApp ou Telegram », selon des propos rapportés dans Der Spiegel. Ces services devraient selon lui être légalement contraints de fournir aux autorités le texte en clair des échanges entre leurs utilisateurs à la demande d'une cour de justice, ce qui impliquerait ou d'intégrer une porte dérobée dans leur algorithme de chiffrement, ou de renoncer au chiffrement de bout en bout.

#### En France
La France connaît son pendant des « Crypto Wars » américaines durant les décennies 1980 et 1990, quoique moindre. Elle se dote dès 1986 d'une réglementation limitant de manière draconienne l'usage civil d'outils de chiffrement des échanges numériques avec le décret no 86-250 du 18 février 1986, portant modification du décret no 73364 du 12 mars 1973 fixant le régime des matériels de guerre, armes et munitions. Fondé sur un rapport de la DST et de la DGSE rédigé en 1985, le décret no 86-250 interdit l'exportation de logiciels de chiffrement, et oblige les sociétés agréées fournissant des services de chiffrement sur le territoire français à fournir au service central de la sécurité des systèmes d'information les clés de chiffrement employées. Le chiffrement de bout en bout, dans lequel seuls l'expéditeur et le destinataire d'un message disposent des clés de chiffrement et de déchiffrement, est donc interdit. Cette interdiction est reconduite dans l'article 28 de la loi no 90-1170 du 29 décembre 1990 sur la réglementation des télécommunications. Ainsi, l'usage de Pretty Good Privacy (PGP), un des premiers logiciels de chiffrement disponibles sur l'Internet, était strictement interdit en France jusqu'en 1996, car il était considéré comme une arme de guerre de deuxième catégorie.
Sous la pression de militants des libertés civiles et d'une partie des milieux commerciaux pressentant l'importance à venir du commerce en ligne, cette situation est modifiée par l'article 17 de la loi no 96-659 du 26 juillet 1996 de réglementation des télécommunications, qui dispose que « l'utilisation d'un moyen ou d'une prestation de cryptologie est libre », quoiqu'à certaines conditions notamment le recours à un tiers de confiance agréé par les pouvoirs publics. Cet assouplissement de la législation française a été confirmé à la publication des décrets d'application au cours des années suivantes. Le chiffrement sans déclaration aux pouvoirs publics avec des clés allant jusqu'à 128 bits pour usage privé est autorisée par le gouvernement Jospin en 1999 (décret no 99-199 du 17 mars 1999)).
Mais ce n'est qu'avec la loi pour la confiance dans l'économie numérique du 21 juin 2004 que l'utilisation des moyens de cryptologie se démocratise. En revanche l'importation et l'exportation des moyens de cryptologie reste soumise à déclaration ou autorisation. Les moyens de cryptologie sont en effet toujours considérés comme des biens dits « à double usage » (civil et militaire), voire comme du matériel de guerre dans certains cas.
Malgré cela, le chiffrement reste au cœur de la tension entre protections des données personnelles, innovation technologique et surveillance. Dans une déclaration commune de juin 2017 avec la Première ministre britannique Theresa May, le président de la République Emmanuel Macron s'est prononcé en faveur d'un meilleur accès aux contenus chiffrés, « dans des conditions qui préservent la confidentialité des correspondances, afin que [les] messageries ne puissent pas être l'outil des terroristes ou des criminels ». À l'inverse, le chiffrement est défendu notamment par la CNIL, l'ANSSI ou encore le Conseil national du numérique comme un outil vital pour la sécurité en ligne, et qui permet également l'exercice des libertés fondamentales. Selon ces organismes, la mise en place de portes dérobées fragiliserait l'avenir de l'écosystème du numérique. Certaines décisions judiciaires vont également dans le sens d'une préservation du droit au chiffrement. Ainsi, le 11 juin 2019, le tribunal de grande instance de Créteil a reconnu le droit d'un prévenu à ne pas fournir le code de déverrouillage de son téléphone à la police, au motif que ce code ne peut pas en soi « être considéré comme une clé de déchiffrement d’un moyen de cryptologie », même s'il permet indirectement d'accéder au contenu d'un téléphone au contenu chiffré.

#### Au Royaume-Uni
La Online Safety Bill en discussion depuis 2021 impliquerait, selon les représentants des messageries chiffrées Signal et WhatsApp, une remise en cause du chiffrement de bout en bout de leurs applications par la mise en place de portes dérobées à l'usage du gouvernement britannique.

#### En Suisse
La Suisse a toujours été tolérante vis-à-vis de la cryptographie, le gouvernement est favorable à son utilisation et à son développement qui représente un marché économique. La Loi fédérale sur la Protection des Données (LPD) indique que les données personnelles sensibles doivent être protégées par des mesures techniques adaptées et que la cryptographie est recommandée. Plusieurs entreprises florissantes dans ce domaine sont suisses : Kudelski (chiffrement pour chaînes payantes), Mediacrypt (propriétaire de IDEA), Crypto AG et id Quantique (cryptographie quantique).
La Loi fédérale du 21 juin 1991 sur les télécommunications (RS 784.10) indique que (résumé du texte de loi) :
- le développement et la création de produits cryptographiques (logiciel ou matériel) n'est soumis à aucune limitation ;
- l'utilisation des logiciels cryptographiques n'est soumise à aucune limitation ;
- les produits cryptographiques de même que les autres équipements de télécommunications qui peuvent être connectés au réseau public doivent être en accord avec les normes techniques ordonnés par le Conseil Fédéral (mise en conformité par le fabricant ou par une inspection de l'Office Fédéral de la Communication - OFCOM) ;
- l'import/export de matériel cryptographique est soumis à une demande de certificat, celui-ci autorise les transactions. Des dispositions particulières sont prévues en ce qui concerne les licences et les applications militaires.

## Données numériques et télévision: contrôle d'accès
Le contrôle d'accès pour la télévision (en anglais, Conditional Access ou CA) consiste à chiffrer les données vidéo qui ne doivent pouvoir être lues que par les usagers payant un abonnement. Le déchiffrement se fait à l'aide d'un terminal (Set-top box) contenant le module de déchiffrement.